# Marco Santiangeli
Marco Santiangeli (San Severino Marche, 12 agosto 1991) è un cestista italiano, vincitore della medaglia d'argento al FIBA EuroBasket Under-20 2011.

## Carriera

### Club
Dal 2009, data del trasferimento dalla Vigor Matelica, milita nell'Aurora Basket Jesi in Serie A2. Il 2 luglio 2018 firma un contratto con la Virtus Roma.

### Nazionale
Santiangeli ha disputato 8 incontri del FIBA EuroBasket Under 20 del 2011, mettendo a referto 24 punti complessivi e vincendo la medaglia d'argento.

## Statistiche
Campionato Stagione regolare
| Stagione        | Squadra         | Competizione | Partite | Partite | Partite | Statistiche tiro | Statistiche tiro | Statistiche tiro | Altre statistiche | Altre statistiche | Altre statistiche | Altre statistiche | Altre statistiche |
| Stagione        | Squadra         | Competizione | Pres.   | Titol.  | Minuti  | Tiri da 2        | Tiri da 3        | Liberi           | Rimb.             | Assist            | Rubate            | Stopp.            | Punti             |
| --------------- | --------------- | ------------ | ------- | ------- | ------- | ---------------- | ---------------- | ---------------- | ----------------- | ----------------- | ----------------- | ----------------- | ----------------- |
| 2009-2010       | Aurora Jesi     | Legadue      | 6       |         | 31      | 1/3              | 1/6              | 0/0              | 2                 | 1                 | 0                 | 0                 | 5                 |
| 2010-2011       | Aurora Jesi     | Legadue      | 19      |         | 121     | 2/5              | 5/13             | 8/11             | 11                | 5                 | 0                 | 0                 | 27                |
| 2011-2012       | Aurora Jesi     | Legadue      | 28      |         | 693     | 32/65            | 24/67            | 16/22            | 73                | 12                | 16                | 3                 | 152               |
| 2012-2013       | Aurora Jesi     | Legadue      | 28      |         | 676     | 36/90            | 23/88            | 51/67            | 87                | 14                | 21                | 1                 | 192               |
| 2013-2014       | Aurora Jesi     | DNA Gold     | 29      |         | 858     | 52/115           | 37/123           | 88/115           | 98                | 60                | 18                | 7                 | 303               |
| 2014-2015       | Aurora Jesi     | Serie A2     | 19      |         | 574     | 34/81            | 41/123           | 30/49            | 65                | 45                | 10                | 2                 | 221               |
| 2015-2016       | Aurora Jesi     | Serie A2     | 30      |         | 999     | 75/166           | 68/218           | 94/116           | 99                | 66                | 21                | 6                 | 448               |
| 2016-2017       | Scafati Basket  | Serie A2     | 30      |         | 739     | 36/85            | 42/133           | 41/55            | 62                | 44                | 12                | 4                 | 239               |
| 2017-2018       | Scafati Basket  | Serie A2     | 30      |         | 780     | 32/71            | 50/155           | 64/87            | 72                | 43                | 13                | 1                 | 278               |
| 2018-2019       | Virtus Roma     | Serie A2     | 26      |         | 625     | 28/52            | 29/100           | 23/37            | 61                | 52                | 14                | 0                 | 166               |
| 2019-2020       | U.C.C. Piacenza | Serie A2     | 24      |         | 810     | 67/136           | 45/165           | 100/133          | 72                | 64                | 15                | 0                 | 369               |
| Totale carriera |                 |              |         |         |         |                  |                  |                  |                   |                   |                   |                   |                   |

## Palmarès

### Nazionale
- Europei Under-20:

 Spagna 2011